# Dutch Food Valley Classic 2010
La Dutch Food Valley Classic 2010, venticinquesima edizione della corsa, valida come evento dell'UCI Europe Tour 2010 categoria 1.HC, si svolse il 13 agosto 2010 su un percorso di 209 km. Fu vinta dal norvegese Edvald Boasson Hagen, che terminò la gara in 4h 51' 32" alla media di 43 km/h.
Furono 119 i ciclisti che portarono a termine la competizione.

## Ordine d'arrivo (Top 10)
| Pos. | Corridore            | Squadra       | Tempo    |
| ---- | -------------------- | ------------- | -------- |
| 1    | Edvald Boasson Hagen | Sky           | 4h51'32" |
| 2    | Kenny van Hummel     | Skil-Shimano  | s.t.     |
| 3    | Stefan van Dijk      | Verandas Wil. | s.t.     |
| 4    | Manuel Belletti      | Colnago       | s.t.     |
| 5    | Nikolas Maes         | QuickStep     | s.t.     |
| 6    | Pieter Vanspeybrouck | Topsport Vl.  | s.t.     |
| 7    | Sacha Modolo         | Colnago       | s.t.     |
| 8    | Roy Sentjens         | Team Milram   | s.t.     |
| 9    | Thomas Leezer        | Rabobank      | s.t.     |
| 10   | Gorik Gardeyn        | Vacansoleil   | s.t.     |